# Charlie Hoag
Charles Monroe Hoag, detto Charlie (Guthrie, 19 luglio 1931 – Kansas City, 8 marzo 2012), è stato un cestista statunitense, attivo nella NCAA e campione olimpico nel 1952.

## Carriera
Con gli Stati Uniti disputò i Giochi olimpici di Helsinki 1952.

## Palmarès
- Campione NCAA (1952)